# Route nationale 50 (Estonie)
Pour les articles homonymes, voir Route nationale 50.
La route nationale 50 (Tugimaantee 50) est une route nationale estonienne reliant Aindu à Viljandi. Elle mesure 4,4 km.

## Tracé
- Comté de Viljandi
  - Aindu
  - Jämejala
  - Peetrimõisa
  - Viljandi